# لودفيج مانتسل
لودفيج مانتسل، (بالإنجليزية: Ludwig Manzel)‏، (ولد عام 1858 في كاجندورف – ومات عام 1936 في برلين) هو نحات ورسام ألماني.

## حياته
ولد مانتسل في عائلة فقيرة، فقد كان والده يعمل خياطا وعاملا زراعيا، ووالدته قابلة. وظهر نبوغه وميله تجاه الفن في سن مبكرة ورغب في دراسة الفن، لكن العائلة لم تسانده في ذلك ومات والده عام 1872. لكنه أصر على تحقيق حلمه فالتحق كلية الفنون التشكيلية في برلين عام 1975، وكان يتعيش من دروس خاصة في الرسم يعطيها لبعض الحرفيين ومن رسوم يساهم بها في مجلات مثل «أولك» و«لوستيجي بليتر». ودرس الفن على يد ألبرت فولف وفريتس شابر.

## أعماله
وحقق أول نجاح له بمجموعة تماثيل بعنوان «في الطريق» حصل من خلالها على جائزة الدولة الأكاديمية الكبيرة.
ثم رحل إلى باريس حيث قضى فيها ثلاث سنوات يدرس الرسم في أتيليه كبير. وفي منتصف تسعينيات القرن التاسع عشر حقق نجاحاته الكبرى. حيث قام بإنتاج العديد من الأعمال لكاتدرائية برلين وكذلك للرايخستاج. بالإضافة إلى العديد من التماثيل التذكارية للقيصر في العديد من المدن البروسية.
من تلاميذه الشهيرين يوزف توراك. وكان مانتسل صديقا للقيصر فيلهلم الثاني. وفي أخرى ات سنواته عمره كرس وقته للرسم وأنجز العديد من اللوحات للمذبح لكنائس في شارلوتنبورج.